# Dave King (Schlagzeuger)

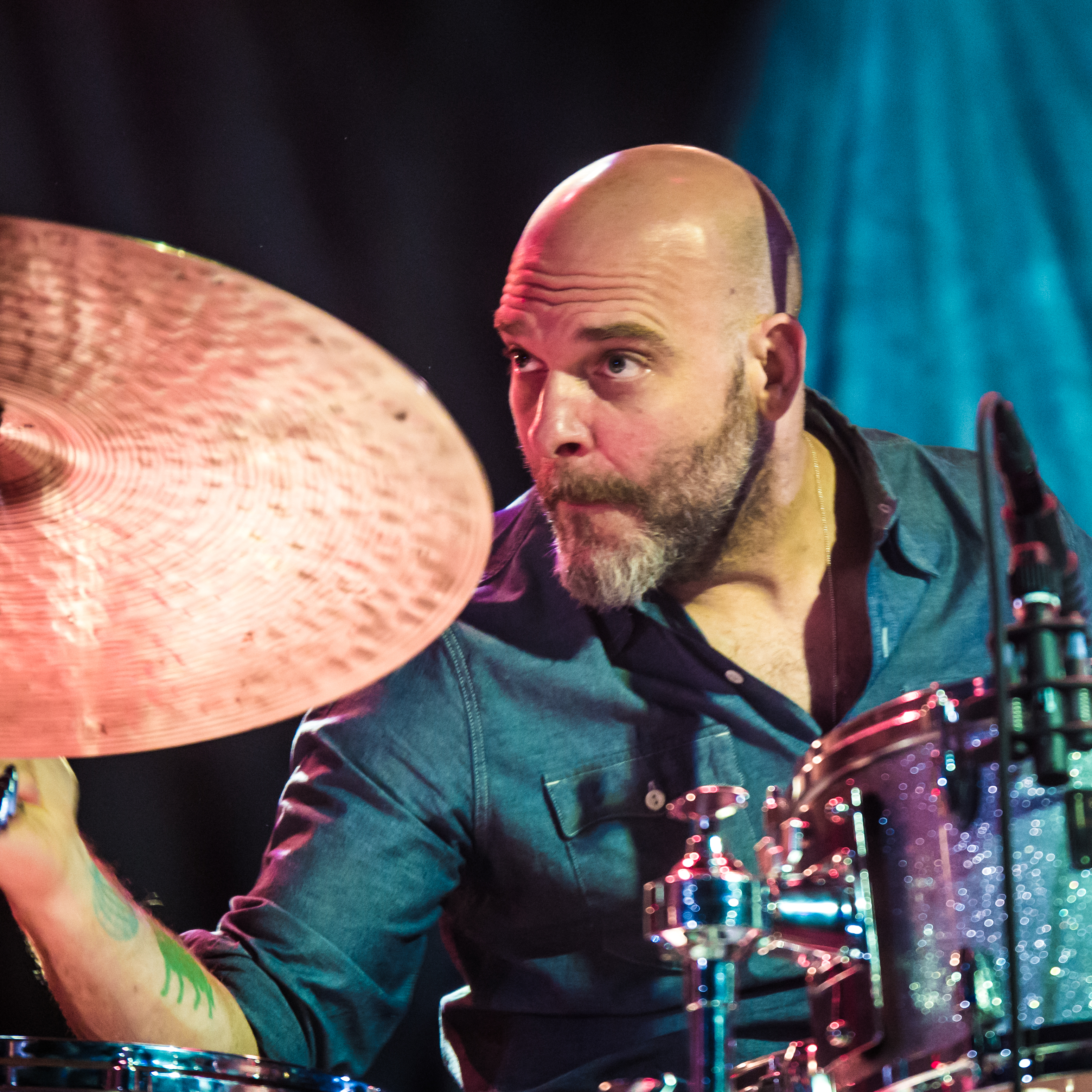
Dave King (2017)

David „Dave“ King (* 8. Juni 1970 in Minneapolis) ist ein amerikanischer Jazzmusiker (Schlagzeuger, Komposition). Er wurde bekannt als Gründungsmitglied der Band The Bad Plus, ist aber auch in vielen anderen Projekten tätig.

## Leben und Wirken
King erhielt Klavierunterricht, seit er fünf Jahre alt war. Gegen den Willen seiner Eltern wechselte er mit 14 Jahren zum Schlagzeug, das er sich mit einem Job als Zeitungsjunge finanzierte. Während der Schulzeit spielte er in einigen Bands und Ensembles. In den Clubs von Minneapolis hörte er viel Musik, nahm Unterricht bei Joe Pullice und erlebte Musiker wie Elvin Jones und Tony Williams auf der Bühne. Stark prägte ihn der Schlagzeuger Eric Gravatt, der ihm auch Tipps gab. Er entschied sich gegen ein formales Musikstudium an einer Musikhochschule. Nach kürzeren Aufenthalten in New York City und Los Angeles zog er zurück nach Minneapolis.
Dort war King Gründungsmitglied der Bands Happy Apple (mit Michael Lewis und Erik Fratzke), Love-Cars und Halloween, Alaska.Im Jahr 2000 gründete er gemeinsam mit Reid Anderson, den er bereits aus der Highschool kannte, und Ethan Iverson in New York City The Bad Plus. Mit diesem Trio spielte er zahlreiche Alben ein; dem sich daraus entwickelnden Quartett gehörte er noch 2024 an. Weiterhin hat er vier Platten mit The Dave King Trucking Co. veröffentlicht und auf Tourneen vorgestellt und 2010 ein Soloalbum veröffentlicht. Mit Greg Norton (Hüsker Dü) gründete er The Gang Font. Mit Tim Berne und Hank Roberts spielte er in Buffalo Collision. Hinzu kommen Aufnahmen und Auftritte mit Musikern wie Bill Frisell, Joshua Redman, Joe Lovano, Dewey Redman, Chris Speed, mit Ursus Minor (mit Tony Hymas, Jef Lee Johnson, François Corneloup, Jeff Beck, Julian Lage, Boots Riley und Dead Prez) und der hr-Bigband. Nach eigenen Angaben hat er in 75 Ländern auf allen Kontinenten Musik gemacht.
King arbeitete auch mit der Mark Morris Dance Group und schuf Filmmusik für die preisgekrönten animierten Kurzfilme „Bike Ride“ (2001) und „Bike Race“ (2011) von Tom Schroeder. Außerdem moderierte er wöchentlich eine einstündige Jazz-Radiosendung „King's Speech“ auf dem öffentlichen Sender KCMP in Minnesota.
King ist in dem Dokumentarfilm „King for Two Days“ zu sehen, der ein Konzert im Walker Art Center in Minneapolis dokumentiert, das an zwei Abenden die Musik von Dave King präsentierte, wobei er mit fünf verschiedenen Bands auftrat und Schlagzeug spielte.

## Diskographische Hinweise
- Indelicate (2010)

mit Dave King Trucking Company
- Good Old Light (2011)
- Adopted Highway (2013)
- Surrounded by the Night (2016)
- Old TV (2023)

mit Bill Carrothers und Billy Peterson
- I've Been Ringing You (2012)

mit Reid Anderson und Craig Taborn
- Golden Valley Is Now (2019)